# حسن ميد
حسن ميد (بالإنجليزية: Hassan Mead)‏ هو منافس ألعاب قوى أمريكي، ولد في 28 يونيو 1989 في الصومال.

## وصلات خارجية
- حسن ميد على موقع الاتحاد الدولي لألعاب القوى (الإنجليزية)
- حسن ميد على موقع الاتحاد الأمريكي لسباقات المضمار والميدان (الإنجليزية)
- حسن ميد على موقع الدوري الماسي (الإنجليزية)
- حسن ميد على موقع TFRRS.org (الإنجليزية)
- حسن ميد على موقع اللجنة الأولمبية الدولية (الإنجليزية)
- حسن ميد على موقع أوليمبيديا (الإنجليزية)
- حسن ميد على موقع اللجنة الأولمبية والبارالمبية الأمريكية (الإنجليزية)